# Тролхетан
Тролхетан (швед. Trollhättan) град је у Шведској, у југозападном делу државе. Град је у оквиру Вестра Јеталанд округа, где је трећи град по значају. Тролхетан је истовремено и седиште истоимене општине.

## Природни услови
Град Тролхетан се налази у југозападном делу Шведске и Скандинавског полуострва. Од главног града државе, Стокхолма, град је удаљен 415 км западно. Од првог већег града, Гетеборга, град се налази 75 км северно.
Рељеф: Тролхетан се развио у долини реке Јета Олв. Градско подручје је бреговито, а надморска висина се креће око 50 м. Близу града се налази језеро Ветерн.
Клима у Тролхетану је континентална са утицајем мора и крајњих огранака Голфске струје. Стога су зиме блаже, а лета свежија у односу на дату географску ширину.
Воде: Тролхетан се развио на реци Јета Олв, која је отока језера Ветерн. Језеро се налази свега 5 км северно од града. У области града река прави низ водопада - Тролхетански падови.

## Историја
Подручје Тролхетана било је насељено још у време праисторије. Први спомен града везан је за годину 1413. Следећих векова насеље је било мало и без већег значаја.
Крајем 19. века код Тролхетана је изграђене су прве хидроцентрале у Шведској, које су биле зачетник индустријазације насеља и његовог развоја у данашњи град. Коначно насеље је добило градска права 1916. године.

## Становништво
Тролхетан је данас град средње величине за шведске услове. Град има око 46.000 становника (податак из 2010. г.), а градско подручје, тј. истоимена општина има око 56.000 становника (податак из 2012. г.). Последњих деценија број становника у граду лагано расте.
До средине 20. века Тролхетан су насељавали искључиво етнички Швеђани. Међутим, са јачањем усељавања у Шведску, становништво града је постало шароликије.

## Привреда
Данас је Тролхетан савремени град са посебно развијеном индустријом (погони "Волвоа"). Последње две деценије посебно се развијају трговина, услуге и туризам.

## Галерија
- Гимназија у Тролхетану
- Главна градска црква
- Олиданска брана
- Тролхетански падови